# 535
535 (DXXXV, na numeração romana) foi um ano comum do século VI do Calendário Juliano, da Era de Cristo, teve início a uma Segunda-feira e terminou também a uma Segunda-feira, e a sua letra dominical foi G (52 semanas).
| Ano completo                         |
| ------------------------------------ |
| Ano comum com início à segunda-feira |

## Eventos
- 10 de Maio - É eleito o Papa Agapito I.
- Belisário inicia a conquista bizantina da Itália.
- A Dinastia Wei da China do Norte se divide em dois ramos.
- É terminada a compilação do Código Justiniano ou Corpus juris civilis (Corpo de direito civil), iniciada em 528 ou 529. Foi mandado publicar por ordem do imperador bizantino Justiniano I.

## Mortes
- 27 de Maio - Papa João II